# Antena 1 (Portugal)
Pour les articles homonymes, voir Antena 1.
Antena 1 est une radio publique portugaise d'informations et de débats appartenant à la Radio-télévision du Portugal (RTP). Elle a une programmation musicale qui est essentiellement composée des grands classiques de la musique portugaise.
La programmation d'Antena 1 se concentre principalement sur les nouvelles, les actualités et le sport, ainsi que la discussion des questions sociales contemporaines, avec l'accent musical sur la musique populaire portugaise.
Antena 1 diffuse en modulation de fréquence et sur les ondes moyennes, couvrant près de 100 % du territoire portugais. Elle a initialement été créée en 1934 sous le nom de Emissora Nacional (« Radio Nationale »).

## Identité visuelle

Logo d'Antena 1 de 2004 à novembre 2016
Logo d'Antena 1 depuis novembre 2016